# Кицак, Богдан Викторович
Богдан Викторович Кицак (укр. Кицак Богдан Вікторович; род. 2 сентября 1992, Бердичев, Житомирская область) — украинский педагог, общественный деятель. Народный депутат Украины 9-го созыва. Член Комитета Верховной рады по вопросам экономического развития.

## Биография
Родился 2 сентября 1992 года в Бердичеве. Мать, Бабийчук Тамара Васильевна (род. 1955) — кандидат педагогических наук, Отличник образования Украины, преподаватель-методист высшей категории в Бердичевском педагогическом колледже, основатель и руководитель Народного театра-киностудии «Берегиня». Имеет двух сестер. Младшая сестра Людмила — кандидат филологических наук, преподаватель в Бердичевском педагогическом колледже.
С 1998 по 2009 год учился в ОШ № 1 г. Бердичева (окончил с отличием). В 2014 году окончил Киевский национальный университет имени Тараса Шевченко (специальность «История»).
В 2018 году защитил кандидатскую диссертацию по теме «Медицинское обеспечение населения в рейхскомиссариате „Украина“ в 1941—1944 годах» в НУ «Острожская академия» и получил степень кандидата исторических наук.
С 2014 года работает преподавателем истории в Бердичевском педагогическом колледже.
С 2016 года — член исполнительного комитета Бердичевского городского совета.
С 2017 года — руководитель общественной организации «Центр развития Бердичева».
Кандидат в народные депутаты от партии «Слуга народа» на парламентских выборах 2019 года (избирательный округ № 63: Бердичев, Андрушёвский, Бердичевский, Попельнянский, Ружинский районы). На время выборов: преподаватель КЗ «Бердичевский педагогический колледж», беспартийный. Проживает в городе Бердичеве.
Является одним из основателей Благотворительной организации Международного благотворительного фонда (БО МБФ) «Фонд Богдана Кицака». Фонд зарегистрирован 8 октября 2020 года.